# Adou Elenga
Pour les articles homonymes, voir Elenga.
Adou Elenga était un chanteur, auteur-compositeur-interprète et guitariste congolais né en 1926 à Watsa et décédé le 4 août 1981 à Kinshasa.

## Biographie

### Enfance et formation
Adou Elenga est né à Watsa, Haut-Uélé en 1926. Son père, Mohamed, originaire de Zanzibar, était guitariste. Sa mère, Amba, était une Congolaise de l'éthnie Tetela.

### Carrière
Adou Elenga a commencé sa carrière musicale en 1939. Avec l'aide de son frère Saidi Mambuleo, en 1947 à l'âge de 21 ans, il apprend à jouer de la guitare. 
En 1950, il rejoint le label des Éditions Ngoma, dirigé par le producteur grec Nicolas Jeronimidis.
Son adaptation française de Bobo Waro Fero Satodeh, Tout le monde samedi soir a été reprise par plusieurs artistes dont Ousmane M'Baye et Sheila. Le guitariste congolais Bopol Mansiamina a également repris l'adaptation d'Adou. Le chanteur congolais Evoloko Jocker a inclus un court texte de la chanson. Plus tard en 1979, Maria Tchebo a été repris par le chanteur Sam Mangwana sous le nom de Maria Tebbo.

### Ata ndélé
En 1954, Adou Elenga enregistre plusieurs chansons pour le label Ngoma, dont O Likouleo avec Louis Mousaidi et le Groupe Rythmique Ngoma. La face B du disque vinyle contenait la chanson d'Elenga, Mokili ekobaluka, mieux connu sous le nom Ata ndele. Il s'agissait d'un appel à la décolonisation visant les autorités coloniales belges. Ces dernières l'ont censurée et ont emprisonné Adou Elenga quelques jours après la parution du titre, :
« Ata ndele mokili ekobaluka, ata ndele mondele akosukwama » (en lingala :
« Tôt ou tard le monde changera, tôt ou tard les Blancs seront expulsés. »).

### Décès
Adou Elenga s'est éteint le 4 août 1981 au sanatorium de Makala, Kinshasa, des suites d'une tuberculose chronique. Il avait 55 ans.

## Postérité
Plusieurs Congolais considèrent la chanson comme une prophétie de l'indépendance de la République démocratique du Congo, qui a eu lieu en 1960.

## Discographie

### Singles
- Pyramide / Maria Tchebo[3]
- Aminatou / Tout Le Monde Samedi Soir[3]
- Bandeladie Kongo / Eyaye Wantulala[3]
- Mina Kwenda Kisangani / Yolele Sika Monene[3]
- Kumambélé / Eyamba[3]
- O Likouleo / Mokili Ekobaluka[3]

### Artiste contribuant
- Anthologie de la musique zaïroise moderne, tomes 1-2, 1974, Bureau du Président de la République du Zaïre[3]